# 剣峰山
剣峰山（コムボンサン、韓国語：검봉산、Gumbongsan）は三陟市遠徳邑にある山。山頂から徒歩50分のハイキングで召公台碑にたどり着ける。